# Pulicidae
Pulicidae (лат.) — семейство насекомых из надсемейства Pulicoidea отряда блох. Около 160 видов, включая опасного переносчика чумы — крысиную южную блоху. Встречаются повсеместно, учитывая тот факт, что сюда относятся самые известные виды блох: человеческая, кошачья и собачья. Спектр хозяев представлен разнообразными группами: дамановые, грызуны (в том числе долгоноговых), зайцеобразные, африканский бородавочник и хищные. Наиболее широко представлены в Африке. В ходе эволюции блохи родов Echidnophaga и Xenopsylla мигрировали в Азию. Также представлены в Австралии, где встречаются 10 эндемичных видов Echidnophaga, живущих на ехиднах, сумчатых и грызунах. Виды рода Nesolagobius, описанные недавно с Суматры, паразитируют на зайцах.

## Классификация
В семействе выделяют 5 подсемейств, объединяющих около 160 видов:
- Подсемейство Archaeopsyllinae
  - Aphropsylla Jordan, 1932 — 2 вида
  - Archaeopsylla Dampf, 1908 — 2 вида
  - Centetipsylla Jordan, 1925
  - Ctenocephalides Stiles & Collins, 1930 — 12 видов
  - Nesolagobius Jordan & Rothschild, 1922 — 1 вид, Суматра
- Подсемейство Moeopsyllinae
  - Moeopsylla Rothschild, 1908
- Подсемейство Pulicinae
  - Delopsylla Jordan, 1926
  - Echidnophaga Ewing, 1940 — 20 видов
  - Pulex Linnaeus, 1758 — 7 видов
- Подсемейство Spilopsyllinae
  - Actenopsylla Jordan & Rothschild, 1923
  - Cediopsylla Jordan, 1925 — 4 вида
  - Euhoplopsyllus Ewing, 1940 — 3 вида
  - Hoplopsyllus Baker, 1905 — 2 вида
  - Ornithopsylla Rothschild, 1908
  - Spilopsyllus Baker, 1905
    - Spilopsyllus cuniculi (Dale, 1878)
- Подсемейство Xenopsyllinae
  - Parapulex Wagner, 1910 — 2 вида
  - Pariodontis Jordan & Rothschild, 1908 — 2 вида
  - Procaviopsylla Jordan, 1925 — 6 видов
  - Pulicella Smit, 1964 — 2 вида
  - Synopsyllus Wagner & Roubaud, 1932 — 5 видов
  - Synosternus Jordan, 1925 — 7 видов
  - Xenopsylla Glinkiewicz, 1907 — 75 видов, 9 в Европе